# Arbeidstijdenwet
De Arbeidstijdenwet is een Nederlandse wet en legt regels vast voor arbeids- en rusttijden voor werknemers. Het doel van de Arbeidstijdenwet komt deels overeen met het doel van de Arbeidsomstandighedenwet. Beide zorgen voor de veiligheid, gezondheid en het welzijn van werknemers bij hun werk.
Een tweede doelstelling van de Arbeidstijdenwet is het voor werknemers makkelijker te maken om arbeid te combineren met zorgtaken of andere verantwoordelijkheden buiten de arbeid. De Arbeidstijdenwet geldt voor alle werknemers in het bedrijfsleven en bij de overheid, inclusief stagiaires en uitzendkrachten. Soms geldt de wet ook voor zelfstandigen.

## De oude wet
De oude Arbeidstijdenwet (geldig tot april 2007) had concrete voorschriften te geven over:
- maximale arbeidstijden en minimale rusttijden;
- nachtarbeid en zondagsarbeid;
- pauzes en overwerk;
- oproepdiensten (consignatie).

De Arbeidstijdenwet kende een standaardregeling en een overlegregeling. De uiterste grenzen van de overlegregeling kon alleen worden gebruikt als daar bij collectief overleg (cao-overleg of overleg tussen werkgever en ondernemingsraad) afspraken over zijn gemaakt.

## De nieuwe wet
Per 1 april 2007 is de Arbeidstijdenwet vereenvoudigd en verruimd. Hierdoor kregen werkgevers en werknemers meer ruimte de arbeidstijd en pauzes per dag en per week zelf nader in te vullen. De regels over werken op zondag zijn niet gewijzigd.
Door een eenvoudiger Arbeidstijdenwet kan de concurrentiepositie van Nederlandse bedrijven internationaal verbeteren.
Per 1 april 2007 zijn de normen als volgt:
- De maximum arbeidstijd is nu 12 uur per dienst en 60 uur per week. (Dit was, zonder overwerk, maximaal 10 uur per dienst).
In een periode van 4 weken mag een werknemer gemiddeld maximaal 55 uur per week werken en per 16 weken gemiddeld 48 uur. (Dit was 45 uur per 13 weken.)

- De regels voor nachtarbeid zijn ruimer geworden. In een nachtdienst mag niet meer dan 10 uur worden verricht. Voor werknemers die regelmatig (gemiddeld 1 of meer nachtdiensten per week) nachtdiensten draaien, mag de werkweek over een periode van 16 weken gemiddeld niet meer dan 40 uur bedragen. Na één nachtdienst die ná 02.00 uur eindigt moet 14 uur worden gerust en na een reeks van 3 of meer nachtdiensten geldt een rusttijd van 46 uur. 
Per 16 weken mag een werknemer maximaal 36 nachtdiensten draaien, waarvan zeven nachtdiensten achter elkaar. Bij cao of na een afspraak van de werkgever met de ondernemingsraad mag dit aantal worden verhoogd tot 140 nachtdiensten per jaar.

- De standaard- en overlegregeling zijn vervallen. De nieuwe Arbeidstijdenwet kent na 1 april 2007 nog maar één norm. Alleen over nachtdiensten mogen andere afspraken gemaakt worden in een cao of tussen werkgever en medezeggenschapsorgaan.

Maart 2010 is een nieuwe uitgave van de arbeidstijdenwet uitgekomen: http://www.arbeidsinspectie.nl/Images/brochure-de-arbeidstijdenwet%5B1%5D_tcm290-298097.pdf

## Kinderarbeid
Per Artikel 3 is kinderarbeid verboden voor personen jonger dan 12 jaar en moeten werkgevers en ouders/voogden ervoor zorgen dat kinderen geen arbeid verrichten. Er kunnen uitzonderingen worden gemaakt voor 'het verlenen van medewerking aan uitvoeringen van culturele, wetenschappelijke, opvoedkundige of artistieke aard, aan modeshows, aan audio-, visuele of audio-visuele opnamen en daarmee vergelijkbare niet-industriële arbeid van lichte aard', maar alleen als daarvoor aan bepaalde voorwaarden wordt voldaan en hiervoor door de Arbeidsinspectie een ontheffing is gegeven (Artikel 3.3). Kinderen tot 7 jaar mogen maximaal 6 dagen per jaar 4 uur lang meewerken aan een audiovisueel programma voor internet (inclusief sociale media) of televisie, met verplichte rusttijden.